# Stazione di Cefalicchio
Cefalicchio è una piccola stazione intermedia della linea ferroviaria Barletta-Spinazzola nel territorio di Canosa di Puglia, dalla quale dista 9 chilometri.

## Storia

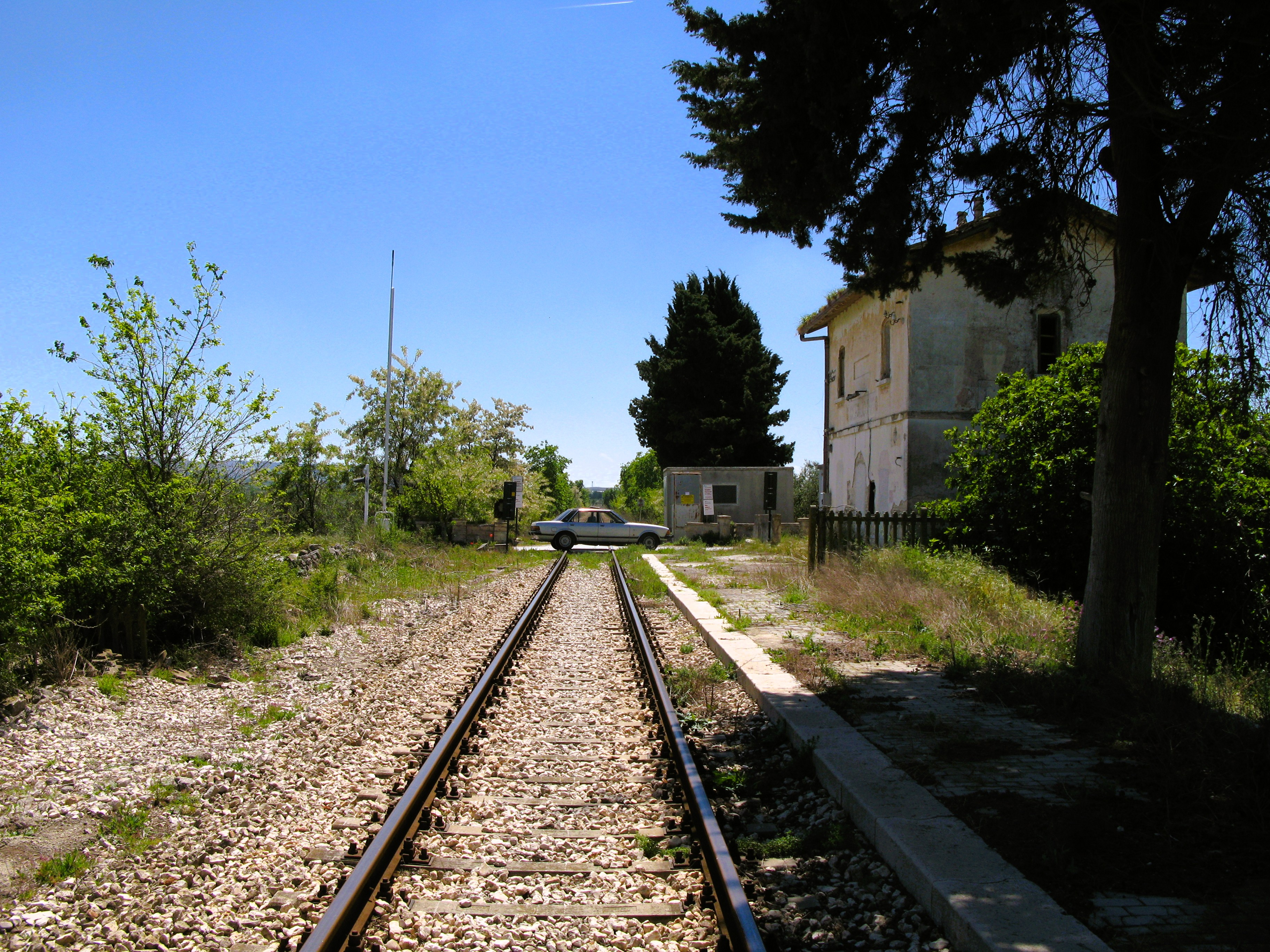
Stazione Cefalicchio

La stazione di Cefalicchio diventò operativa nel 1895 successivamente all'inaugurazione della linea ferroviaria Barletta-Spinazzola. È stata dismessa dalla Società Ferrovie dello Stato, precedente gestore, nel 1985 a seguito dei tagli imposti dall'allora Ministro dei Trasporti Claudio Signorile. Assieme a Cefalicchio furono dismesse in quel periodo le fermate e stazioni intermedie di Monte Altino, Casalonga, Acquatetta e Paredano "per traffico ormai scarso se non inesistente". Tutta la linea Barletta-Spinazzola, nonostante le commemorazioni svoltesi nel 2005 per festeggiare il 110º anno dall'istituzione e l'avvaloramento della stazione di Canne della Battaglia, non svolge più servizio regolare di trasporto passeggeri.
Prende il nome Cefalicchio dalla vasta contrada che si spinge a sud-ovest del capoluogo Canosa sino a Contrada Tufarelle, ai confini del territorio di Minervino Murge. È così denominata in conseguenza di alcuni ritrovamenti di fossili marini avvenuti nel secolo XIX da parte di archeologi locali. Quasi tutta l'area di Contrada Cefalicchio si trova infatti sopra una piattaforma di depositi marini terrazzati risalenti al Pleistocene medio-superiore.